# Colour by Numbers (musikalbum)
Colour by Numbers är den brittiska gruppen Culture Clubs andra studioalbum, utgivet i oktober 1983.

## Låtlista
Alla låtar är skrivna av Culture Club.
Sida A
1. "Karma Chameleon" – 4:12
2. "It's a Miracle" – 3:25
3. "Black Money" – 5:19
4. "Changing Every Day" – 3:17
5. "That's the Way (I'm Only Trying to Help You)" – 2:45

Sida B
1. "Church of the Poison Mind" – 3:30
2. "Miss Me Blind" – 4:30
3. "Mister Man" – 3:36
4. "Stormkeeper" – 2:46
5. "Victims" – 4:55

Bonusspår på 2003 CD-utgåva
1. "Man-Shake" – 2:34
2. "Mystery Boy" (Suntori Hot Whiskey Song) – 3:33
3. "Melting Pot" – 4:31
4. "Colour by Numbers" – 3:57
5. "Romance Revisited" – 5:00

Låten "Time (Clock of the Heart)" finns med på de japanska vinylskivorna.

## Singlar
- "Church of the Poison Mind" (1983)
- "Karma Chameleon" (5 september 1983)
- "Victims" (1983)
- "Miss Me Blind" (1984)
- "It's a Miracle" (1984)

## Medverkande
- Boy George - sång
- Mikey Craig - elbas
- Roy Hay - gitarr, piano, keyboard, sitar, elektrisk sitar
- Julian Stewart Lindsay - piano
- Jon Moss - percussion, trummor

### Övriga musiker
- Judd Lander - munspel
- Phil Pickett - keyboard, bakgrundssång
- Steve Grainger - saxofon
- Patrick Seymour - flöjt
- Helen Terry - bakgrundssång
- Graham Broad - percussion
- Trevor Bastow - stråkar
- Jermaine Stewart - bakgrundssång
- Terry Bailey - trumpet